# Репетитор (мрежни уређај)
Репетитор или Рипитер је електронски уређај који прима сигнале, појачава их и шаље даље. Захваљујући томе, сигали могу дуже да путују до пријемника. Репетитори се најчешће користе за премошћаваље висинских баријера.

## Опис
У телекомуникацијама, репетитор представља електронски уређај који прима и реемитује сигнал. Сигнал који се реемитује је вишег нивоа или веће снаге у односу на оригнални тако да може да покрије веће удаљености. Репетитор је термин који се односи на неколико различитих типова уређаја: телефонски репетитор је појачавач за телефонске линије, оптички репетитор је оптоелектронско коло које појачава светлосни сноп у оптичком каблу, радио репетитор је примопредајник који реемитује радио сигнал.
Израз репетитор повезан је са телеграфијом и изворно представља електромеханички уређај који је обнављао телеграфске сигнале.
У телекомуникацијама, израз репетитор представља следеће појмове:
1. Аналогни уређај који појачава улазни сигнал, независно од његове врсте (аналогни или дигитални).
2. Дигитални уређа који појачава, преобликује, мења временски период или комбинује неке од ових функција и примењује на дигитални сигнал приликом преноса.

## Преглед
Док сигнал носилац информација пролази кроз комуникациони канал он прогресивно бива ослабљен током губитка снаге. На пример, када телефонски позив пролази кроз жичану телефонску линију, део снаге наизменичне струје која представља аудио сигнал се расипа у виду топлоте због отпорности бакарне жице. Што је већа дужина жице губици су већи а амплитуда сигнала на самом крају је мања. Са превише дугом жицом разговор се не би чуо на другој страни. Слично томе, што је пријемник даље од радио станице, слабији је радио сигнал а самим тим је и пријем лошији. Репетитор је електронски уређај у комуникационом каналу који појачава снагу сигнала и реемитује га, дозвољавајући му да путује даље. Док појачава сигнал неопходан му је извор електричне енергије.
Термин репетитор потиче из телеграфије 19. века и односи се на електромеханички уређај (релеј) који је коришћен да регенерише телеграфски сигнал. Термин је наставио да се користи у телефонији и преносу података.
У рачунарским мрежама, репетитори раде са физичким сигналима и не покушавају да тумаче податке које преносе, заправо, они раде на физичком слоју, првом слоју OSI модела.

## Врсте
- Телефонски репетитор: Користи се да појача домет телефонског сигнала у телефонској линији. Најчешће се користе у линијама које преносе позиве на велике даљине. У аналогним телефонским линијама које се састоје од парица које садрже појачавачко коло направљено од транзистора који користе снагу од једносмерног извора струје који повечава јачину наизменичне струје аудио сигнала на линији. С обзиром да је телефон дуплекс (двосмерни) комуникациони систем, парице носе два аудио сигнала, један иде у оба правца. Тако да телефонски репетитори морају да буду двострани, да појачавају сигнал у оба правца без повратних информација, што значајно компликује њихов дизајн. Они су били први тип репетитора који су примењивали појачање. Развој телефонских репетитора између 1900. и 1915. направио је велики помак могућностима телефонских сервиса. Било како било, велики број каблова су данас са оптичким влакнима који користе оптичке репетиторе.

- Подводни репетитор: Ово је врста телефонских репетитора коришћених у подводним телекомуникацијама.

- Оптички репетитор: Користи се да појача домет сигнала у кабловима са оптичким влакнима. Дигиталне информације путују кроз оптички кабл у виду кратких светлосних импулса. Светлост се састоји од честица које се зову фотони, који могу бити абсорбовани или расути у влакнима. Оптички репетитори се обично састоје од фототранзистора који конвертују светлосне импулсе у електрични сигнал, појачавача који појачава снагу сигнала, електронског филтера који преобликује импулсе, и ласера који конвертује електрични сигнал у светлосне импулсе и шаље их ка другом влакну. Међутим, оптички појачавачи су развијени за репетиторе да би појачавали светлост без потребе претварања у електрични сигнал. Неки репетитори су се напајали светлосном енергијом која се преносила кроз влакна заједно са сигналом.

- Радио репетитор: Користи се да повећа опсег покривања радио сигнала. Радио репетитори се, обично, састоје од радио пријемника повезаних са радио предајником. Примљени сигнал се појачава и поново шаље, често на другој фреквенцији, да би се обезбедила покривеност упркос сметњама или препрекама. Употреба дуплексера дозвољава репетитору да користи једну антену као пријемник и предајник у исто време.

- Броадкаст преносна станица, реемитор или преводилац: Ово је репетитор који се користи да повећа област покривања радио или телевизијског сигнала код станица. Састоји се од секундарног радио или телевизијског предајника. Сигнал са главног предајника често долази преко изнајмљених телефонских линија или микроталасних релеја (преносника).

- Микроталасни преносник: је специјализована тачка-тачка (пренос сигнала из тачке А у тачку Б) телекомуникацијска веза, састоји се од микроталасног пријемника који прима информације помоћу снопа микроталаса које шаље друга преносна станица у непосредној близини, и микроталасног предајника који шаље примљене информације наредној станици, такође помоћу снопа микроталаса. Мреже микроталасних преносних станица преносе телефонске позиве, телевизијки програм и рачунарске податке из једног града у други преко мрежа широких подручја.

- Пасивни репетитори: Ово је једноставни микроталасни преносник који поседује равну металну површину која рефлектује микроталасни сноп у другом правцу. Користи се да се микроталасни сигнал пренесе преко брда и планина када није потребно да се тај сигнал претходно појача.

- Мобилни репетитор: Ово је радио репетитор који се користи за појачавање мобилног сигнала на ограниченом подручју. Уређај је налик на малу мобилну базну станицу, са усмереном антеном тако да прима сигнал са најближег телефонског предајника, појачавачем, и антеном која реемитује сигнал ка мобилним телефонима који се налазе у близини. Често се користи за пословне зграде у цетру града.

- Дигирепетитор: Је термин који се користи за репетитор који обнавља чворове у мрежама се преносом пакета. Он изводи такозвану сачувај и проследи финкцију, преносећи пакете информација од једног чвора ка другом.

Репетитори могу бити подељени на две врсте зависно од типа података којима рукују:
1. Аналогни репетитори: Ова врста се користи код канала који преносе податке у форми аналогних сигнала у којима су напон или струја пропорционални амплитуди сигнала, као што је аудио сигнал. Такође се користе у линијама које преносе вишеструке сигнале користећи фреквенцијски мултиплекс (ФДМ). Аналогни репетитори су састављени од линеарног појачавача, и могу да имају електронске филтре да компензују фреквенцијске и фазне дисторзије у линијама.
2. Дигитални репетитори: Користе се у каналима који преносе податке помоћу бинарних сигнала, у којима су подаци у виду импулса са само две могуће вредности, представљају се помоћу бинарних цифара 0 и 1. Дигитални репетитор појачава сигнал, такође може да промени време, синхронизацију или облик импулса. Репетитор који врши промену времена или синхронизације може да се назове и регенератор.

## Повезивање репетитора
Репетитори могу бити међусобно повезани ради проширења њихове области покривања. Када су повезани, сигнал који прими било који од репетитора је прослеђен даље од стране свих репетитора, тако да то омогућава знатно проширење покривености сигналом. Ова врста повезивања је посебно корисна за области где је покривеност сигналом ограничена због неприступачног терена.
Повезани репетитори могу да функционишу на истим или различитим радним опсезима. Ово омогућава корисницима да користе један опсег а да, са друге стране, буду у могућности да комуницирају са другим корисницима који су на неком другом опсегу.
Репетитори могу бити трајно повезани а могу имати и контролисани приступ тако да корисник може да активира одређену везу ако је то неопходно.
Нови развој аматерског радија је коришћење воИП веза. Ове везе омогућавају конекцију између репетитора било где у свету.

## Опсег и коришћење репетитора
| Опсег репетитора | Коришћење |
| ---------------- | --- |
| 10 метара        | Репетитори са опсегом од 10 метара могу пруже не само локалну већ и националну као и прекоокеанску покривеност. Постоји четири међународно договорена канала између 29.5 и 29.7 MHz.                                                                        |
| 6 метара         | На опсегу од 6 метара, репетитори пружају локалну покривеност али често се остварити и међустанични контакт током појачаних соларних активности. Постоји 18 репетиторских канала на овој учестаности са излазом са фреквенцијама које почињу од 53.550 MHz. |
| 2 метра          | 2 метра је главни опсег рада репетитора. Постоји 16 канала између 146.625 и 147.000 MHz, и 15 канала преко 147 MHz. |
| 70 центиметара   | 70 центиметара је други главни опсег рада репетитора. Има укупно 58 канала са својим излазима између 438 - 440 MHz и улазима нижим за 5 MHz. |
| 23 центиметра    | Постоје и репетитори са опсегом од 23 центиметра са раположивих 39 канала. На овом опсегу преносе сигнале на фреквенцијама између 1273 и 1274 MHz са улазним фреквенцијама 1293—1294. MHz.                                                                  |

## Телефонски репетитори
Пре проналаска електронских појачавача, механички спојени карбонски микрофони су коришћени као појачавачи у телефонским репетиторима. Век касније утврђено је да негативан отпор живине сијалице може да појачава, тада су оне почеле да се користе.
1930—их година репетитори са вакуумским цевима који користе хибридне калемове су постали уобичајена појава, омогућивши коришћење тањих жица. Током 1950-их негативна импеданса допринела је стицању све веће популарности ових уређаја, а транзисторска верзија названа Е6 репетитор била је коначни главни тип који је коришћен у Беловом систему пре него што су дигитални преносници нискох цена начинили све репетиторе који су радили на гласовним опсезима застарелим.